# Шибалин
Шыбалын (укр. Шибалин) — село в Бережанской городской общине Тернопольского района Тернопольской области Украины.
До 2020 года входило в Бережанский район.
Код КОАТУУ — 6120489401. Население по переписи 2001 года составляло 1359 человек.

## Географическое положение
Село Шибалин находится на берегах реки Ценюв,
выше по течению на расстоянии в 1,5 км расположено село Барановка,
ниже по течению на расстоянии в 1,5 км расположено село Жовновка.
Через село проходит автомобильная дорога М-12 (E 50).

## История
- 1457 год — дата основания.

## Объекты социальной сферы
- Школа I—II ст.
- Детский сад.
- Клуб.
- Фельдшерско-акушерский пункт.